# Antonina Działowska
Antonina Działowska (ur. 3 grudnia 1841 w Mgowie, zm. 26 września 1884 tamże) – polska ziemianka, mecenas nauki, siostra Zygmunta Działowskiego.

## Rodzina
Pochodziła z ziemiańskiego rodu Działowskich herbu Prawdzic. Jej rodzicami byli Ksawery Działowski i Klotylda z Sierakowskich. Miała siostrę Łucję oraz braci Władysława i Zygmunta. Mimo romansu z archeologiem Gotfrydem Ossowskim nigdy nie wyszła łza mąż.

## Mecenat
Po śmierci brata została jego główną spadkobierczynią. Wsparła z własnej kiesy wydanie w Paryżu Mapy archeologicznej Prus Królewskich oraz Mapy archeologicznej Prus Zachodnich, korzystała z drukarni Józefa Ignacego Kraszewskiego. Należała też do toruńskiego Towarzystwa Pomocy Naukowej dla młodzieży.

## Śmierć
Zmarła w swoim pałacu w Mgowie w 1884 roku. Została pochowana w grobowcu rodzinnym w Wielkiej Łące.